# Yohann Pelé
Yohann Pelé (Bordeaux, Francia, 4 de noviembre de 1982) es un futbolista francés que juega de guardameta y se encuentra sin equipo tras finalizar su contrato con el Olympique de Marsella.

## Carrera
Pelé pasó gran parte de su carrera en Le Mans, debutando en la Ligue 2 en una derrota por 1-0 frente al FC Istres, en septiembre de 2002. Logró la titularidad en la temporada 2004–05, cuando el club logró el ascenso a la Ligue 1, y, también, fue titular durante la temporada 2007–08, la tercera temporada consecutiva en la Primera División. Precisamente, durante esa temporada se rumoreaba una mudanza por parte de Pelé a Inglaterra, más precisamente al Arsenal, al Tottenham o al Machester United, algo que lo había tentado siempre al arquero. El 9 de junio de 2009 fue transferido desde el Le Mans UC72 al Toulouse FC, donde firmó contrato por 4 años. El 12 de octubre de 2010, Toulouse Anunció que Pelé está sufriendo con una embolia pulmonar en julio de 2012 dejó el club. 
En enero de 2014, más de tres años después de su último partido oficial, que firmó un contrato de dos años y medio de duración con el FC Sochaux-Montbéliard.

## Selección nacional
Recibió su primera citación en 2008 para un amistoso frente a Túnez.

## Clubes
| Club                      | País    | Año       |
| ------------------------- | ------- | --------- |
| Le Mans UC72              | Francia | 2002-2009 |
| Toulouse F. C.            | Francia | 2009-2012 |
| F. C. Sochaux-Montbéliard | Francia | 2014-2015 |
| Olympique de Marsella     | Francia | 2015-2021 |